# Zenit (programa de televisió)
Zenit és un programa de televisió musical de TV3 presentat per Miki Núñez on els espectadors, tant des del plató com des de casa, ajuden a triar l'artista amb la millor estratègia per seduir totes les generacions.
Artistes i públic es divideixen en quatre grups que representen cada generació: els "centennials" (Z, menys de 27 anys), els "millennials" (Y, de 28 a 43 anys), la generació X (de 44 a 59 anys) i els "boomers" (B, de més de 60 anys). El públic a plató està format per 100 persones, 25 de cada grup generacional, i un artista popular és el capità de cadascun dels quatre grups.
Suu és la capitana de la generació Z, Lildami és el capità de la generació Y, Gisela és la capitana de la generació X i Joan Reig és el capità de la generació Boomer.
Zenit" és un innovador concurs musical de TV3 que es va estrenar l'octubre de 2024. Presentat pel carismàtic Miki Núñez, el programa s'emet en directe cada divendres a la nit en horari de prime time (a partir de les 22.05 h). El format del programa enfronta cantants professionals de diferents generacions amb l'objectiu de trobar la veu capaç de seduir a totes les generacions d'espectadors.

## Origen i producció
"Zenit" és una adaptació d'un format canadenc que es va estrenar el gener de 2023 a la cadena francòfona Ici Radio-Canadá Télé. El programa va cridar l'atenció de TV3 durant la seva presentació al mercat audiovisual MIPTV. La producció està a càrrec de Lavinia Audiovisual i es realitza al Parc Audiovisual de Catalunya, a Terrassa, en un espectacular plató de 1.200 metres quadrats.

## Estructura
El programa compta amb 24 cantants professionals que interpreten èxits musicals de diferents èpoques i gèneres. Els artistes es divideixen en quatre grups generacionals:
1. Boomers (més de 60 anys)
2. Generació X (de 44 a 59 anys)
3. Mil·lennials (generació Y, de 28 a 43 anys)
4. Centennials (generació Z, de menys de 27 anys)

## Públic i votacions
El públic del plató està format per 100 persones, també dividides en quatre grups generacionals de 25 membres cadascun. Cada espectador disposa d'un "potenciòmetre", un dispositiu individual que permet atorgar entre 1 i 25 punts a cada actuació.Els espectadors des de casa també poden participar en les votacions mitjançant un codi QR que apareix a la pantalla, podent atorgar entre 10 i 25 punts a cada concursant.

## Capitans dels equips
Cada grup generacional està liderat per un artista popular que actua com a capità. Els capitans del programa són:
- Joan Reig (Els Pets) - Capità dels Boomers
- Gisela - Capitana de la Generació X
- Lildami - Capità dels Mil·lennials
- Suu - Capitana dels Centennials

El paper dels capitans és esperonar i ajudar els concursants del seu equip, fomentant l'intercanvi musical entre generacions.

## Dinàmica de les actuacions
Els concursants poden actuar en solitari, en duets o en "batalles". Després de cada actuació, el públic del plató vota utilitzant els potenciòmetres. Els artistes que obtenen una puntuació baixa tenen l'oportunitat de millorar la seva posició cantant en karaoke una de les quatre cançons proposades pels capitans.

## Sistema de puntuació
La puntuació final de cada concursant es compon de:
1. Vots del públic del plató (dividits per grups generacionals)
2. Vots dels espectadors des de casa
3. Punts extra (5 punts) per a l'artista més votat pel públic

## Concursants destacats
Entre els 24 concursants professionals, destaquen:

## Generació Boomer
- Joan Herrero (membre fundador de Los Manolos)
- Quim Mandado (fundador, baixista i cantant de Sangtraït)

## Generació X
- Natxo Terrés (cantant de Gossos)
- Salva Racero (ex-cantant de Lax'n'Busto i de Mar i cel)

## Mil·lennials
- Samantha Gilabert (ex-concursant d'Operación Triunfo)
- Roger Pedrós (cantant i compositor)

## Centennials
- Misty (ex-concursant d'Eufòria)
- Mariona Escoda (guanyadora d'Eufòria 1)
- Nerea Rodríguez (OT 2018)
- Abril Pastor

## Banda musical en directe
Una de les característiques distintives de "Zenit" és la presència d'una banda en directe dirigida per Jordi Cubino. Aquesta banda s'encarrega de tota la música del programa, incloent-hi les segones veus, que són interpretades per dos coristes.

## Objectius i filosofia del programa
"Zenit" busca oferir entreteniment de qualitat en català per a totes les edats, seguint l'èxit d'altres formats com "Eufòria". Cristian Trepat, responsable de l'Àrea de continguts, programació i cultura de TV3, ha destacat que l'objectiu és "demostrar que es pot fer entreteniment de qualitat i en català" i "aconseguir un major públic, més gran que amb Eufòria". El programa també pretén unir les diferents generacions davant la televisió. Joan Reig ha remarcat que "Zenit pot aconseguir que tota la família es torni a posar davant d'una mateixa pantalla".

## Estrena i primeres emissions
L'estrena de "Zenit" va tenir lloc el divendres 6 d'octubre de 2024, després del Telenotícies vespre. La primera emissió va incloure actuacions memorables, entre les quals destaquen:
- "Frozen" de Madonna, en versió rockera per Quim Mandado
- "The Loneliest" de Måneskin, interpretada per Roger Pedrós
- "Els teus ulls" d'Alfred Garcia, cantada per Natxo Terrés
- "Back to Black" d'Amy Winehouse, interpretada per Miss Raisa
- "All the Things She Said" de t.A.T.u., cantada per Misty
- "Someone You Love" de Lewis Capaldi, interpretada per Salva Racero

## Audiència i recepció
L'estrena de "Zenit" va aconseguir 278.000 espectadors d'audiència mitjana, amb un 16,6% de quota i 690.000 d'audiència acumulada. El programa va liderar la seva franja horària i va ser el quart programa més vist del dia. "Zenit" va destacar especialment entre el públic jove:
- 25% de quota en el segment de 13 a 24 anys
- 25,7% de quota en el segment de 25 a 44 anys

En l'entorn digital, durant el seu mes d'estrena, "Zenit" va aconseguir 247.000 reproduccions, entrant al top 10 del consum global de continguts de TV3.